# Graniczna Placówka Kontrolna Gołdap
 Przejściowy Punkt Kontrolny Gołdap – pododdział Wojsk Ochrony Pogranicza pełniący służbę na przejściu granicznym ze Związkiem Radzieckim.

Graniczna Placówka Kontrolna w Gołdapi – graniczna jednostka organizacyjna polskiej straży granicznej realizująca zadania bezpośrednio w ochronie granicy państwowej.

## Formowanie i zmiany organizacyjne
W październiku 1945 roku Naczelny Dowódca WP nakazywał sformować na granicy 51 przejściowych punktów kontrolnych.
Graniczna placówka kontrolna Gołdap powstała w 1945 roku jako drogowy przejściowy punkt kontrolny III kategorii o etacie nr 8/12 . Obsada PPK składała się z 10 żołnierzy i 1 pracownika cywilnego.
Rozformowany jesienią 1946 roku.
---
Otwarcie drogowego przejścia granicznego w Gołdapi planowano na 1 grudnia 1994.  W związku z tym częściowo ukompletowano obsadę etatową GPK i przygotowano dokumentację. Z przyczyn jednak niezależnych przejście nie zostało otwarte. Drogowe przejście graniczne Gołdap - Gusiew zostało otwarte 1 lipca 1995 na podstawie wymiany not Rządu RP i Rządu FR.
W ramach realizacji III etapu programu przystosowania Straży Granicznej do standardów Schengen z dniem 2.01.2003 do struktury GPK SG w Goldapi włączono strażnicę SG w Gołdapi.
24 sierpnia 2005 roku funkcjonującą dotychczas  Graniczną Placówkę Kontrolną Gołdap przemianowano na placówkę Straży Granicznej w Gołdapi.

## Komendanci placówki
- por. SG Edward Kononowicz (1995)
- por. SG Andrzej Ciołek (1995-2000)
- mjr SG Ryszard Synowski (2000-2003)[3]
- mjr SG Ryszard Bogusz  (2.01.2003- 8.01.2008)[6] ← potem jako komendant placówki SG